# Castillo de Harlech
El Castillo de Harlech, localizado en Harlech, en el condado de Gwynedd, en Gales, es un castillo concéntrico construido en la cima de un acantilado cerca del mar de Irlanda. Arquitecturalmente, es muy notable su enorme puerta de entrada.
Construido por el rey Eduardo I de Inglaterra durante su conquista de Gales, el castillo fue el objetivo de numerosos asaltos y sitios durante su periodo de fortaleza. Los siete años de sitio del castillo durante la Guerra de las Dos Rosas, ha sido inmortalizado en la canción "Hombres de Harlech".
Harlech forma parte del conjunto de castillos y murallas del rey Eduardo en Gwynedd, designado Patrimonio de la Humanidad por la Unesco en 1986.

## Construcción
Comenzado en 1283 como parte de la segunda campaña galesa de Eduardo I, el castillo formó parte del anillo de hierro de Eduardo I alrededor de Snowdonia, una cadena de nuevos castillos. Como muchos de los castillos de la zona, el de Harlech fue diseñado por el maestro James of Saint George. La construcción del castillo duró siete años y tuvo un coste estimado en 8190 libras. Tras su finalización, James fue nombrado Condestable del Castillo de Harlech, cargo que ocupó durante más de tres años.
Todos los castillos reales de la segunda campaña galesa de Eduardo I se encuentran en tal sitio para que pudieran ser suministrados en todo momento.
El castillo de Harlech no estuvo siempre aislado y el mar llegaba hasta el pie de los acantilados. Se construyó en un plan concéntrico, con una línea de defensas delimitada por otra. Los muros exteriores, mucho más cortos y delgados que los poderosos muros interiores, no tienen torres de defensa que los defiendan, detrás de la pequeña puerta de entrada. El patio interior es más o menos cuadrado, con una gran torre redonda en cada esquina. Los edificios residenciales, incluido el gran salón, se construyeron contra el interior de los muros interiores. Puesto que los acantilados que lo rodean hacen que sea prácticamente imposible atacar el castillo excepto desde el este, en este lado se encuentra la gran puerta de entrada. El camino de entrada está flaqueado por dos grandes torres en forma de D y defendido por una serie de puertas, rastrillos y hoyos de la muerte. También hay grandes ventanas en la parte interna de la puerta. La muralla oriental del patio interior también tiene grandes ventanas (ya que forma una de las paredes del gran comedor).
Las zanjas exteriores del castillo fueron excavadas en la propia roca. En el punto álgido de la construcción, en 1286, la fuerza de trabajo era de 546 obreros, 115 canteros, 30 herreros, 22 carpinteros y 227 mamposteros.
El castillo de Harlech es también notable por una característica inusual: el camino desde el mar. Las fuerzas de Eduardo estaban generalmente en peligro por parte de ataque desde bases terrestres, pero disfrutaba de una gran supremacía por mar. Muchos de sus castillos incluían puertos que permitían reabastecer al castillo desde el mar, pero Harlech está mucho más elaborado. Aquí, hay una escalera fortificada que abraza la roca y que recorre los 61 metros hasta el pie del acantilado, donde (en la época de la construcción) llegaba el mar. Hoy en día, el mar se ha retraído muchos kilómetros. El plan de James of St George fue un éxito; cuando el castillo fue asediado durante la campaña de Madoc ap Llywelyn, esta escalera fue usada para abastecer al castillo.
Como muchos de los castillos de Eduardo, el de Harlech fue originalmente diseñado para estar pegado a un pueblo fortificado.
Tras la finalización del castillo, el Maestro James fue nombrado condestable entre 1290 y 1293, un trabajo de alto estatus, que le dio tiempo para trabajar en los otros castillos del rey que estaban en construcción.

## Historia
En 1294, Madoc ap Llywelyn, primo de Llywelyn ap Gruffydd, comenzó un levantamiento contra el gobierno inglés que se extendió rápidamente por Gales. Muchas ciudades que estaban en poder de los ingleses fueron arrasadas y el castillo de Harlech, junto con los de Criccieth y Aberystwyth, fue sitiado ese invierno. El "camino desde el mar" ayudó a los defensores a sobrevivir hasta que se abandonó el asedio la primavera siguiente.
En 1404, el castillo cayó en manos de Owain Glyndwr tras un largo asedio cuando el hambre redujo a los guardianes a sólo 21 hombres, y se convirtió en residencia familiar y cuartel general durante cuatro años. Celebró su segundo parlamento en Harlech en agosto de 1405. Cuatro años después, tras otro largo asedio de ocho meses, el castillo de Harlech fue recuperado por el príncipe Enrique (posteriormente Enrique V de Inglaterra) y una fuerza de 1000 hombres bajo dirección de John Talbot, durante el asedio Edmund Martimer murió de hambre y la mujer de Glyndŵr (Margaret Hanmer), dos de sus hijas y cuatro nietos fueron capturados, para ser aprisionados y morir.
Durante la Guerra de las Dos Rosas, en la primera parte del reinado de Eduardo IV de Inglaterra, el castillo de Harlech fue ocupado por su condestable galés Dafydd ap Ieuan como bastión de la casa de Lancaster. Tras la batalla de Northampton, Margarita de Anjou y el infante Enrique VII de Inglaterra fueron a Escocia vía Harlech. Tras la derrota de los seguidores de la casa de Lancaster en la batalla de Towton, Eduardo controló al país y Harlech se convirtió en el mayor bastión bajo su poder. Richard Tunstall llegó como refuerzo para la casa de Lancaster en la segunda mitad del sitio en 1465. En 1468, fue la última de las fortalezas de los Lancaster en rendirse; además resistió un asedio de siete años gracias a que era reabastecida por mar. Es el asedio más largo conocido en la historia de las islas británicas. Este asedio inspiró la canción "Hombres de Harlech" (Men of Harlech), según la tradición.
Durante la Revolución inglesa el castillo fue la última fortaleza de la causa real en aguantar a las fuerzas de los parlamentaristas. La rendición, el 16 de marzo de 1647, un año después de que el rey Carlos fuera capturado, marcó el final de la primera fase de la guerra.